# Туризм для літніх людей
Туризм для літніх людей або пенсійний туризм – це вид туризму, спрямований на задоволення рекреаційних потреб людей віком від 55 років. Сьогодні створені всі умови для розвитку пенсіонерського туризму. Існують спеціальні програми та угоди з приймаючими країнами. За літніми туристами завжди ненав'язливо спостерігають на випадок, якщо вони заблукають на незнайомій території або раптово відчують нездужання. Загальновідомо, що через різні соціальні фактори далекі подорожі все ще не користуються популярністю серед пенсіонерів. 
Літні мандрівники та мандрівниці шукають не лише комфорту, але й особистої уваги з боку персоналу, медичної допомоги, гарного меню в ресторанах, розміщення в готелях у тихих місцях та помірних цін. На розвиток ринку туризму для літніх людей позитивно вплинули такі фактори:
- практично необмежений вільний час;
- активні подорожі літніх жінок (збільшення частки жінок-мандрівниць спостерігається в усьому світі);
- міжсезонні знижки;
- люди третього покоління подорожують групами.

Вчені виділили три групи літніх туристів відповідно до ступеня їхньої туристичної активності:  
1. Активні туристи
2. Культурні туристи
3. Помірні туристи

Туристів старшого віку можна розділити на три підгрупи: віком 55-64, 65-74 та 75 і старше. Туристи віком 55-64 роки мають більший наявний дохід, ніж інші групи пенсійного віку, мають менші домогосподарства і їм не потрібно витрачати гроші на освіту, догляд за дітьми. Туристи віком 65-74 років – вважаються активними пенсіонерами та активними мандрівниками. Мандрівники від 75 років менш активні і більшість з них не хочуть подорожувати. 
За власними дослідженнями журнал Forbes визначив 10 найсприятливіших для літнього туризму країн світу: Австралія, Австрія, Ірландія, Іспанія, Італія Канада, Малайзія, Панама, Таїланд та Франція.

## Основні компоненти літнього туризму
Туризм для людей літнього віку помітно відрізняється від туризму для молодих людей. Поєднання потреб у безпеці, індивідуальній увазі та аспектах охорони здоров’я є яскраво вираженим елементом літнього туризму. Значна частина успіху в туризмі для літніх залежить від того, наскільки добре всі важливі суб’єкти діяли узгоджено, щоб дати туристам досвід, який запам’ятається назавжди.
Туризм для літніх людей в визначається рядом важливих компонентів, що включають пункт призначення подорожі, ставлення уряду та місцевого населення до літніх туристів, а також ефективність адміністративного апарату та правопорядку. Ефективна координація цих компонентів сприятиме розвитку туризму для літніх, надаючи їм безпечний, комфортний та приємний досвід.
Пункт призначення подорожі:
- Визначення місць, що враховують потреби літніх туристів.
- Забезпечення якісного житла та інфраструктури.

Ставлення уряду та місцевого населення:
- Забезпечення підтримки та шанобливого ставлення від уряду.
- Розуміння важливості літніх туристів у місцевих громадах.

Ефективність адміністративного апарату та правопорядку:
- Швидке та ефективне вирішення адміністративних питань.
- Збереження правопорядку на туристичних маршрутах.

Лікарні та медична допомога:
- Існування лікарень з сучасним обладнанням.
- Швидкий доступ до госпіталізації та лікування для туристів.

Довіра та психологічний комфорт:
- Забезпечення легкого доступу до лікування для літніх туристів.
- Створення умов для зміцнення довіри старших подорожуючих.

Інфраструктура:
- Затишне та спокійне житло для комфортного перебування.
- Безпечний та зручний міський транспорт.

Культурна інтеграція:
- Залучення місцевого населення та бізнесу.
- Створення сприятливого середовища для літніх туристів.

Роль міністерства туризму та культури:
- Співпраця з туристичними агентствами.
- Оптимізація та розвиток туризму для літніх людей.

## Діяльність у сфері туризму для літніх людей[2]
Природознавча діяльність є підняттям духу та засвоєнням нових знань під час відпочинку. Неповторний пейзаж та спокійна вулиця, що мандрує вздовж підніжжя пагорба, стають джерелом натхнення для довгих прогулянок, які сприяють насолоді чистим повітрям. Замість того, щоб залишатися в пляжному котеджі, турист отримує стимул здійснити освіжаючу прогулянку біля моря під час сходу та заходу сонця.
Дослідження берегової лінії призводить до вражаючих відкриттів. Морська флора та фауна вражають різноманіттям кольорів, розмірів та форм, вказуючи на різноманітність життя. Уважне спостереження за черепашками на пляжі може стати веселим та освіжаючим заняттям, відновлюючи дух літнього туриста та викликаючи спогади про минулі часи.
Спостереження. Такий вид відпочинку поліпшує естетичний смак і приносить масу користі для здоров'я та фізичної активності. Натхнення природою заохочує туриста використовувати фотокамеру для зафіксування природної краси. Також можна використовувати полотно, мольберт, фарбу та пензель, щоб назавжди зберегти цю красу у творчих роботах. Такий підхід до літнього туризму комбінує розвагу, освіту та творчий розвиток.
Екскурсії до історичних та археологічних об'єктів відкривають перед туристом скарбницю стародавньої культури. Відвідування музеїв, пам'ятників та художніх галерей збагачує знання та визначає нові аспекти історії. Турист може використовувати блокнот для записів чи навіть записувати лекції гіда, щоб повертатися до цього досвіду пізніше. Цей підхід до туризму надає можливість поєднати освітній аспект з розвагою та визначити нові горизонти для розуміння історії та культури.
Тематичні навчальні заходи в процесі туристичних мандрівок представляють собою можливість літнього туриста взаємодіяти з різноманітними верствами суспільства. Під час екскурсійних подорожей, наприклад, крізь чайні сади, стиль життя та культура місцевих садівників можуть стати захопливим досвідом. Вивчення життя виробників вина в країні, відомій своєю виноробною традицією, може доповнити знання літнього туриста та збагатити його культурний багаж. Проба страв місцевої кухні і вивчення інгредієнтів познайомлять туриста з місцевою кулінарією.
Регенеративна діяльність, що стає все більш популярною серед літніх туристів, включає в себе участь у заходах, спрямованих на покращення місць призначення. Участь у екологічних ініціативах, спрямованих на раціональне використання ресурсів та переробку, стає привабливою для літніх мандрівників, які володіють досвідом та знаннями. Ці заходи не тільки підвищують настрій, але і сприяють впровадженню корисних екологічних практик.
Волонтерська діяльність стає доступною для літніх туристів, що мають достатньо вільного часу. Вони можуть брати участь у різноманітних ініціативах, таких як навчання, органічне садівництво, прибирання та переробка. Такі заняття, які сприяють благополуччю та розвитку громади, є цікавими та корисними для здоров'я літніх осіб віком від 55 до 65 років.
Заняття під час відпочинку впливають на настрій літніх туристів та стають частиною регенераційного процесу. Кожна діяльність має свою унікальну чарівність, будучи способом насолодження життя. Будучи у величному соборі або мандруючи гірськими стежками, турист відчуває різні емоції, а різноманітність таких заходів важлива для задоволення потреб літнього туриста.

## Тенденції туризму та старіння в Європі[3]
- У 2019 році на туристів віком від 65 років припадала майже 1 з 4 ночей, проведених мешканцями ЄС у приватних цілях, у той час як на людей віком від 55 років припадав 41 %.
- Більше половини жителів Європи у віці 65+ не брали участь у туризмі в 2019 році, порівняно з 30% людей у віці 15-64 років.
- Туристи літнього віку здійснюють триваліші подорожі, переважно в країні проживання та проживання в неорендованих помешканнях.
- Лише 3% поїздок жителів ЄС у віці 65 років і старше були з професійною метою, тоді як в інших вікових групах ділові поїздки становили 13% усіх здійснених туристичних поїздок.
- Люди у віці 60-74 років здійснили 22 % поїздок і 25 % туристичних ночей з приватними цілями. Люди віком 75+ здійснили 5% поїздок і 7% ночей у туризмі з приватними цілями.
- 18% від загальної кількості жителів ЄС, які брали участь у туризмі в 2019 році, були у віці 65 років і старше, тоді як ця вікова група становить 24% від загальної кількості населення у віці 15+. Частка кожної з інших вікових груп у туристичному населенні була принаймні рівною або вищою за частку відповідної групи в загальній чисельності населення.
- У Швеції частка вікової групи 65+ у туристичному населенні дорівнювала частці цієї вікової групи у загальній чисельності населення (24 %). З іншого боку, у Болгарії та Литві ця вікова група становила менше 10% туристичного населення цієї країни, тоді як люди віком 65+ становили відповідно 25% та 23% загального населення 15+.
- Європейці віком 65+ мали причини не подорожувати порівняно з іншими віковими групами. 47 % вказали здоров’я як одну з головних причин, і це була причина, яку найчастіше згадували. Серед решти населення (віком від 15 до 64 років) лише 12% вказали на здоров'я.
- Туристи віком 65+ частіше здійснюють тривалі туристичні поїздки, подорожі в межах країни проживання (внутрішні поїздки) і подорожі, проведені в неорендованому житлі, наприклад, у будинках відпочинку, якими вони володіли.
- Жителі ЄС віком 65+ здійснювали в середньому довші поїздки, ніж люди віком 15-64 роки, за винятком Кіпру та Литви. Крім того, старша вікова група проводила більше ночей у неорендованому житлі порівняно з молодшими віковими групами, за винятком Німеччини та Австрії.

## Стан туризму для літніх в Україні[4]
Пенсіонери-туристи не є поширеним явищем в Україні, яке підтверджується відсутністю спеціальних турів для цієї категорії населення у більшості туристичних компаній.
Українські туроператори вказують на кілька причин цього явища. 
- По-перше, відмінність в попиті: поки пенсіонери в Європі стали активними мандрівниками, в Україні переважає молодша аудиторія, яка є основними учасниками туристичних поїздок.
- По-друге, відсутність конкретної потреби в ринковому сегменті «тури для пенсіонерів», оскільки індивідуальні підходи можуть бути забезпечені вже існуючими турами, адаптованими для літніх людей.

Слід зазначити, що багато турів, які вважаються підходящими для пенсіонерів, включають в себе менше фізичного навантаження та екскурсій, щоб врахувати особливості цієї групи туристів. Такий підхід вже реалізується в практиці туристичних агентств, які допомагають літнім відпочивальникам знайти тур, який відповідає їхнім потребам та можливостям.
Щодо перспектив розвитку "турів для пенсіонерів" в Україні, експерти вважають, що це можливо, але не найближчим часом. Однак деякі вважають, що якщо б подібні тури були пропоновані як окремий продукт, попит на них збільшився б, оскільки тоді така пропозиція стала б більш очевидною для цільової аудиторії.

## Туризм для літніх людей у Фінляндії[5]
Згідно з дослідженням, проведеним Статистичним управлінням Фінляндії, у 2019 році найбільше збільшили кількість внутрішніх поїздок особи віком 65–74 та 35–44 роки. Порівнюючи статистику внутрішніх та закордонних поїздок за 2009 та 2019 роки, поїздки 65-74-річних осіб збільшилася значно більше порівняно з іншими віковими групами. Наприклад, у внутрішньому туризмі кількість поїздок 65-74-річних з оплаченою ночівлею становила 370 тис. у 2009 році та 940 тис. у 2019 році. Кількість поїздок у групі 35-44 років становила 1,17 мільйона в 2009 році та 1,65 мільйона в 2019 році. У першій віковій групі спостерігалося зростання на 154 відсотки, а в другій віковій групі на 41%. Це значне зростання туризму літніх людей у Фінляндії.
У закордонних подорожах, коли мандрівник зупинявся на ночівлю в країні призначення, приріст був дещо меншим, але й тут значно більше зросла кількість поїздок 65-74-річних. У 65-74-річних кількість поїздок зросла на 116 відсотків, у 35-44-річних на 62%. Дослідження щодо подорожей європейських літніх людей також показало, що внутрішній туризм популярний серед літніх людей. Дослідження, проведене компанією трудового пенсійного страхування Ilmarinen щодо досвіду фінських пенсіонерів щодо достатності пенсійних грошей у 2019 році, показало, що фінансове становище пенсіонерів у середньому добре. У дослідженні середня пенсія фінських пенсіонерів за віком становила близько 2000 євро, з яких середня пенсія лише для жінок становила близько 1700 євро. Дослідження показало, що після обов’язкових витрат, таких як витрати на житло, більшість витрачає більше грошей із своєї пенсії на відпочинок і подорожі. Хоча майже половина респондентів вважали пенсію замалою, вони все ж готові витрачати гроші на подорожі.

### Мотиви подорожей пенсіонерів
Дослідження мотивації є одним із найважливіших способів дізнатися, чому мандрівники подорожують у певні місця. Дослідження мотивації також допомагають стежити за подорожами сегментів пасажирів і прогнозувати майбутнє, щоб відповідним чином розробляти послуги та продукти. Як і у випадку з іншими мандрівниками, мотиви подорожей літніх людей теж різні. З моніторингу поточних досліджень можна помітити різні мотиви для туризму літніх людей, а також зміни в мотивах попередніх поколінь і нинішніх літніх людей. У туризмі літніх людей було помічено, що фактори спонукання та притягування туризму є частиною мотивів подорожі туристів. Для людей старшого віку фактори, що впливають на туризм, є як внутрішніми, так і зовнішніми факторами, де внутрішні фактори походять від них самих, а зовнішні фактори походять від пропозиції туристичних напрямків, наприклад, які послуги доступні в пункті призначення. Наприклад , згідно з дослідженням, проведеним в Індонезії, рушійними факторами для туризму для літніх, серед іншого, релігійні причини та здоров’я, зустрічі з людьми та подорожі з метою дозвілля. Факторами привабливості були придатність дестинації залежно від фізичного стану людини, доступність, а також легкість пошуку інформації про дестинацію.
Згідно з дослідженням туризму фінів, проведеним Статистичним управлінням Фінляндії у 2015 році, фіни здійснили 6,4 мільйона внутрішніх поїздок, у яких хоча б один раз користувався платною послугою розміщення, наприклад орендованим готелем будиночок або кемпінг. Найпопулярнішими напрямками у Фінляндії були Уусімаа, Пірканмаа та Північна Остроботнія. Додалися фіни-пенсіонери 26 відсотках подорожей у вітчизняних готелях та орендованих котеджах, у світлі чого у 2015 році внутрішній туризм був для пенсіонерів найпопулярніший. У тому ж році за кордоном було зроблено до 8,1 млн подорожей. П’ятірка найкращих країн призначення для фінів: Естонія, Іспанія, Швеція, Німеччина та росія.
Відповідно до дослідження, опублікованого в Researchgate, виявлено нову групу літніх людей, які добре знають, як користуватися інформаційними технологіями та можуть бронювати поїздки та подорожувати самостійно. Відповідно до того ж дослідження , ця група, ймовірно, зростатиме разом із майбутніми пенсіонерами. Вивчаючи статистичні дані, можна зробити висновок, що звички 65-74-річних пенсіонерів, які проживають у Фінляндії, значно змінилися за десять років, як у внутрішніх, так і закордонних поїздках. У 2005 році з 65-74 - річних пенсіонерів, які проживають у Фінляндії, 356 тис. оплачували проживання в Фінляндії, а 1,65 млн. користувалися безкоштовним житлом. Через десять років у Фінляндії 682 000 пенсіонерів користувалися платним житлом, а 2,3 мільйона пенсіонерів користувалися безкоштовним житлом. У 2005 році 321 000 пенсіонерів у віці 65-74 років, які проживають у Фінляндії, провели ніч за кордоном, тоді як у 2015 році відповідний показник для 65-74-річних пенсіонерів становив 815 000.
Загалом, туризм для літніх людей в Фінляндії є значущим та динамічно розвиваючимся сегментом. У Фінляндії спостерігається високий рівень активності серед осіб віком 65–74 роки, які вирушають у туристичні подорожі. Порівнюючи з 2009 роком, кількість внутрішніх та закордонних поїздок серед цієї вікової групи значно зросла, що свідчить про зростаючий інтерес літніх туристів до подорожей. Мотивація літніх туристів виявляється різноманітною, охоплюючи релігійні та здоров'ячі аспекти, а також сферу відпочинку та розваг. Зазначено, що технологічно освічена група пенсіонерів активно використовує інформаційні технології для планування та бронювання подорожей. Подорожі внутрішньо та закордонно також впливають на фінансове становище пенсіонерів. Дослідження свідчить, що після обов'язкових витрат, більшість пенсіонерів витрачає більше грошей із своєї пенсії на відпочинок і подорожі. Загальною тенденцією є позитивний вплив подорожей на фізичне та емоційне благополуччя літніх туристів. Подорожі виступають як засіб для збереження активного способу життя та розширення соціальних та культурних горизонтів, сприяючи поліпшенню якості життя цієї вікової групи.